# Jacob Heiberg

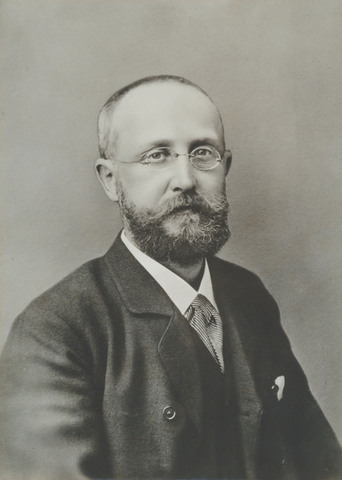
Jacob Olive Helberg

Jacob Heiberg (Christiania, Oslo; 12 de junio de 1843 - Gaustad sykehus, Oslo; 30 de abril de 1888) fue un cirujano noruego.

## Biografía
Jacob Heiberg fue el hijo del cirujano general Johan Heiberg (1805-1883). Se graduó en medicina el 16 de diciembre de 1867. Desde diciembre de 1867 a diciembre de 1868 fue candidato médico en el Rikshospitalet en Christiania (nueva Oslo), luego hasta mayo de 1869 en la clínica maternal - Fødselsstiftelsen i Christiania. A mediados de julio de 1870 trabajó como asistente de prosector en el Rikshospitalet.
Heiberg recibió una beca para estudiar cirugía y enfermedades del ojo al exterior. En el brote de la guerra Franco-Germana viajó a Berlín, donde fue empleado como médico desde agosto de 1870 a mediados de marzo de 1871. Su primer trabajo fue por tres semanas en el hospital militar Gardeuhlan-Kazerne-Lazarett en Moabit, luego en el hospital de campo de las barracas en Tempelhofer Feld. Allí, entre otras cosas, estuvo a cargo de la unidad de fiebre por aislamiento en el Hospitalsbrand. En octubre de 1870 acompañó el Berliner Hülfsvereins, el primer tren sanitario para colectar heridos de Metz, y en diciembre de ese año volvió a Gonesse cerca de París con el mismo propósito.
Heiberg estudió anatomía en Berlín con el profesor Karl Bogislaus Reichert (1811-1884) hasta mayo de 1871, cuando recibió un empleo como asistente en la universidad clínica quirúrgica en Königsberg con el profesor Karl Wilhelm Ernst Joachim Schönborn (1840-1906).
En 1872 Heiberg fue designado cirujano de compañía de la brigada en Trondheim. Después de pasar unos meses en su casa en el otoño de ese año, recibió una beca del estado para una educación diaria en Leipzig, Dresde y Viena. Se quedó en Viena hasta febrero de 1873, cuando regresó a su casa para participar en un concurso por el cargo de médico y enfermero del ojo que han sido desocupadas por la muerte de su tío Christen Heiberg (1799-1872). Fracasó, cuando el cargo fue para Johan Storm Hjort (1835-1905). Heiberg luego se situó en Christiania como médico y en mayo de ese año estableció una clínica de ojo. Continuó ejerciendo hasta 1882, cuando abandonó en para dedicar sus esfuerzos a la búsqueda académica. Fue relevado de sus debéres como médico militar en 1874.
Heiberg recibió su doctorado en medicina el 5 de junio de 1875. Desde enero de 1876 a agosto de 1877 realizó un viaje educacional, visitando París y Vienna. El 26 de octubre de 1877 fue designado profesor de medicína de la Universidad de Kristiania, enseñando anatomía, histología y embriología descriptíva y topográfica. Problemas de salud lo forzaron a retirarse de su arrendamiento en febrero de 1887.
Heiberg fue un miembro de Videnskabs-Selskabet i Christiania desde el 1 de abril de 1881, de Verein für wissenschaftliche Heilkunde en Königsberg, y Deutsche Gesellschaft für Chirurgie en Berlín. El de 6 de junio de 1886, en la iniciativa de senador, el profesor Paolo Montegazza lo concesiona con la medalla de plata de Galileo "por sus méritos en la ciencia" en la facultad de ciencias naturales en Florencia. Fue el primer escandinavo en recibir esta medalla, la cual es entregada solo una vez al año. También fue concesionado con una medalla por sus esfuerzos durante la guerra Franco-Germana.
Jacob Munch Heiberg fue el primero en proclamar el derecho de las mujeres de estudiar medicina en Noruega. La primera mujer graduada en medicina de la Universidad de Kristiania fue Marie Holth, née Spångberg (1865-1042), en 1903.